# هیوستون الکساندر
هیوستون الکساندر (انگلیسی: Houston Alexander؛ زادهٔ ۲۲ مارس ۱۹۷۲) ورزشکار هنرهای رزمی ترکیبی اهل ایالات متحده آمریکا است.